# Gabriel Huquier

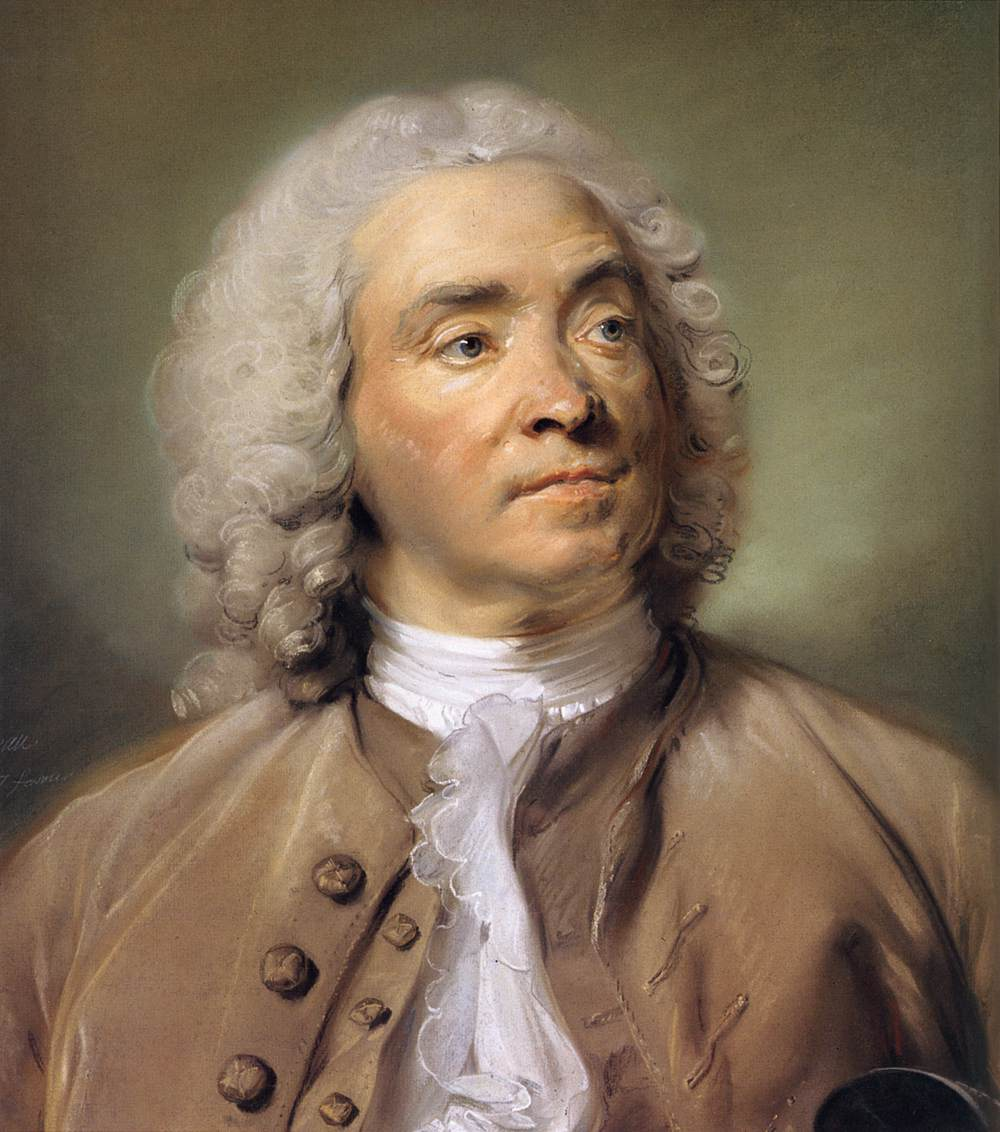
Gabriel Huquier. Gemälde von Jean-Baptiste Perronneau (1747).

Gabriel Huquier (* 9. Mai 1695 in Orléans; † 11. Juni 1772) war ein französischer Zeichner, Radierer, Kupferstecher, Kunsthändler und Graphiksammler, dem eine bedeutende Rolle in der Verbreitung des Rokokostils zugeschrieben wird.

## Leben
Huquier verbrachte seine Kindheit und Jugend in seiner Heimatstadt Orléans, bevor er sich um 1720 dauerhaft in Paris niederließ, nicht ohne zeit seines Lebens Kontakte in Orléans zu bewahren.
In Paris war er einerseits als tüchtiger Ornamentradierer, andererseits als avisierter Besitzer eines florierenden Kunsthandels mit zahlreicher Kundschaft tätig und trug zudem als leidenschaftlicher Kunstliebhaber eine bedeutende Sammlung von Originalzeichnungen und Bildtafeln zusammen.
Huquier fand bald Zugang zu dem Kreis von Künstlern, Kunstliebhabern und -kritikern, der sich wöchentlich in dem Pariser hôtel particulier (Stadtpalast) oder dem Landhaus des vermögenden Kunstsammler und Mäzen Pierre Crozat zusammenfand. Diesem diente er neben Nicolas Vleughels (1668–1737) und Bernard Picart (1673–1733) als Agent für den Aufkauf größerer Sammlungen.
Als anerkannter Kunstexperte übte Huquier großen Einfluss aus. Mit außergewöhnlicher Großzügigkeit ließ er Kunstliebhaber und insbesondere junge Künstler von seinen profunden Kenntnissen profitieren, beriet sie und machte ihnen an bestimmten Wochentagen die Sammlungen seines Liebhaberkabinettes zugänglich, um es ihnen zu gestatten, die Werke zu studieren und zu kopieren.
Er starb im Jahr 1772 im Alter von 77 Jahren.
Sein Pastellporträt auf blauem Grund „Le graveur Gabriel Huquier“ (1747) schuf Jean-Baptiste Perronneau, der auch das „Portrait de Mademoiselle Huquier“ (beide in Paris im Musée du Louvre) zeichnete, das früher als „Petite fille au chat“ bekannt war, und das Porträt von Huqiers Sohn Jacques-Gabriel Huquier (1730–1803 oder 1805), der wie sein Vater den Beruf des Radierers und Kupferstechers ergriff und darüber hinaus als Kunstmaler tätig war.

## Werk
Huquiers Interesse galt vor allem Ornamentzeichnungen. Er schuf zahlreiche Radierungen nach Claude Gillot (1673–1722), Antoine Watteau (1684–1721), Jean-Baptiste Oudry (1686–1755), Jacques de Lajoue (1686–1761), Juste Aurèle Meissonnier (1695–1750), François Boucher (1703–1770) und anderen französischen Meistern. Des Weiteren stach er Architekturzeichnungen von Gilles-Marie Oppenord (1672–1742), von denen sich mehr als 2000 in seinem persönlichen Besitz befanden.

## Sammlung Huquier
Zwei große Auktionen mit Werken aus dem reichen Fundus des Sammlers fanden bereits zu seinen Lebzeiten statt und zwar in Amsterdam (1761) und in Paris (1771), zwei weitere im Jahr 1772, nach seinem Tod.